# Dalasi
Pour les articles homonymes, voir GMD.
Le dalasi est la devise officielle de la Gambie depuis 1971, il est divisé en cent bututs.
Son code ISO 4217 est GMD.

## Histoire
En 1963, lorsqu'elle a obtenu son autonomie interne et, sur ordre du Banque centrale des États de l'Afrique de l'Ouest, la Gambie a demandé l'impression de nouveaux billets afin de remplacer la livre sterling. Mais quelques jours plus tard, ils ont été remis en question, et un Conseil monétaire gambien a été créé. Le 18 février 1965, ce conseil s'est mis à émettre une nouvelle monnaie, la livre gambienne.
Ce n'est qu'en 1971, que le Dalasi est créé afin de remplacer la livre gambienne. Principalement inspiré de la livre sterling, il se compose alors de 5 pièces, allant de 5 butut à 1 dalasi, et de 4 billets, de 5 à 100 dalasi. Sur cette nouvelle monnaie l'effigie royale est remplacée par le portrait de Sir Dawda Jawara, le Président de la République de Gambie. En 1975, à l'occasion du 10e anniversaire de l'indépendance du pays, une nouvelle pièce de 10 dalasi a été introduite dans la circulation. En 1987, une nouvelle pièce de 1 dalasi a été introduite, basée sur la pièce de 50 pence du Royaume-Uni. Onze ans plus tard, en 1998, le portrait de Jawara sur le pièces est retiré et remplacé par les armoiries nationales. Le 27 juillet 2006, de nouveaux billets ont été émis, dans le but de limiter les contrefaçons. Le 16 avril 2009, la Banque centrale a mis en circulation de nouveaux billets de 5 et 10 dalasi, et en 2015, il a émis des billets de 20 et 100 dalasi.

## Monnaie

### Pièces
En 1971, des pièces de 1, 5, 10, 25 et 50 butut et 1 dalasi, représentant l'ancien président Sir Dawda Jawara, ont été introduites. Les 1 et 5 bututs étaient en bronze tandis que les 10 bututs étaient en laiton et les 25, 50 bututs et 1 dalasi étaient en cupronickel. À partir de 1998, le portrait de  Dawda Jawara est remplacé par les armoiries nationales. Cependant, les anciennes pièces de monnaie de l'ère Jawara circulent encore comme monnaie légale. Actuellement, seulement les pièces de 25 et 50 bututs et la pièce de 1 dalasi sont encore en circulation, car celles de 1, 5 et 10 pièces Bututs ont disparu en raison de leur faible valorisation.
| 1 butut | 5 butut | 10 butut | 25 butut | 50 butut | 1 dalasi |
| ------- | ------- | -------- | -------- | -------- | -------- |
|         |         |          |          |          |          |
|         |         |          |          |          |          |

### Billets
Les billets actuellement en circulation sont ceux de 5, 10, 25, 50, 100 et 200 Dalasis. Les billets de banque actuels ont été émis pour la première fois le 27 juillet 1996, puis réimprimés en 2001. Le 27 juillet 2006, la Banque centrale a publié des billets similaires aux précédents mais avec des améliorations dans la conception, l'épaisseur du papier et les caractéristiques de sécurité. Le 15 avril 2015, elle a publié des billets de 25 dalasis pour remplacer le billet de 20 Dalasis et 50 dalasis et un billet de 200 dalasis, soit le double de la valeur la plus haute. Tous ces nouveaux billets présentent un portrait de l'ancien président de la Gambie, Yahya Jammeh.
| 5 dalasi | 10 dalasi | 25 dalasi | 50 dalasi | 100 dalasi |
| -------- | --------- | --------- | --------- | ---------- |
|          |           |           |           |            |
|          |           |           |           |            |

#### Série de 2019
En août 2019, deux ans et demi après la chute de Yahya Jammeh, une nouvelle série de billets est annoncée. Ces billets ne présenteront plus le portrait de l'ancien président, mais à la place différents oiseaux nationaux. Les billets de 25 dalasis sont par ailleurs supprimés .